# Glonowcowate
Glonowcowate (Phycomycetaceae  Arx) – rodzina grzybów z rzędu pleśniakowców (Mucorales).

## Systematyka
Pozycja w klasyfikacji według Index Fungorum:
Mucorales, Incertae sedis, Mucoromycetes, Mucoromycotina, Mucoromycota, Fungi.
Według aktualizowanej klasyfikacji Index Fungorum, który bazuje na Dictionary of the Fungi, do rodziny tej należą rodzaje:
- Phycomyces Kunze 1823
- Spinellus Tiegh. 1875 – szpileczka[2].